# Mesannepada
Mesannepada o Meš-Ane-Pada o Mesanapeda, "heroi escollit pel cel", anomenat a vegades Nanne, va ser rei d'Ur i el primer rei de la primera dinastia d'Ur a Sumer a la meitat del tercer mil·lenni aC segons la llista de reis sumeris. Hauria governat 80 anys després de derrotar a Lugal-kitun d'Uruk. Segons les inscripcions, Mesannepada va assolir en algun moment el títol de rei de Kix per remarcar l'hegemonia sobre tot Sumer (donat el prestigi del títol). Ur estava situada en una llacuna comunicada amb el Golf Pèrsic en una posició estratègica excepcional per al comerç a la part sud de Sumer. Consta el seu comerç amb Tilmun o Dilmun, que s'identifica amb la costa nord-est d'Aràbia, Magan (possiblement Oman) i Melukhkha (cap a l'Indus segons uns o cap al Sinaí, segons altres).
Als anys cinquanta del segle XX Edmund I. Gordon va conjecturar que Mesannepada i un rei testimoniat a Kix per l'arqueologia de nom Mesilim, eren una sola persona basant-se en certs proverbis babilonis; no obstant les proves no van ser concloents i la moderna tendència és considerar-los dos reis diferents. Mesilim hauria estat anterior a Mesannepada.
El rei va fer regals als reis de Mari i segons una inscripció en aquest lloc, el rei Mesannepada era fill de Meskalamdug, rei d'Ur. S'han trobat segells al cementiri reial d'Ur amb els noms de Mesannepada i els seus dos predecessors Meskalamdug i Akalamdug, i la reina Puabi. El va succeir el seu fill Meskiangnana, encara amb nom sumeri, i després d'ell hi va haver dos reis de nom semita-accadià, Elulu i Balulu.